# 戴維斯鎮區 (印地安納州斯塔克縣)
戴維斯鎮區（英語：Davis Township）是位於美國印地安納州斯塔克縣的一個行政鎮區。

## 地方資料
根據2010年美國人口普查的數據，戴維斯鎮區的面積為93.20平方千米，當中陸地面積為93.00平方千米，而水域面積為0.20平方千米。當地共有人口1043人，而人口密度為每平方千米11.19人。